# Алькинский сельсовет
Алькинский сельсовет — муниципальное образование в Салаватском районе Башкортостана.
Административный центр — село Алькино.

## История
Согласно Закону о границах, статусе и административных центрах муниципальных образований в Республике Башкортостан имеет статус сельского поселения.

## Население
| 2002  | 2009  | 2010  | 2012  | 2013  | 2014  | 2015  |
| ----- | ----- | ----- | ----- | ----- | ----- | ----- |
| 1492  | ↗1780 | ↘1374 | ↘1346 | ↘1324 | ↘1306 | ↘1271 |
| 2016  | 2017  | 2018  |       |       |       |       |
| →1271 | ↘1259 | ↘1229 |       |       |       |       |

## Состав сельского поселения
| № | Населённый пункт | Тип населённого пункта       | Население |
| - | ---------------- | ---------------------------- | --------- |
| 1 | Алькино          | село, административный центр | ↘488      |
| 2 | Новые Каратавлы  | деревня                      | ↘364      |
| 3 | Юнусово          | деревня                      | ↘248      |
| 4 | Идрисово         | деревня                      | ↘151      |
| 5 | Юлаево           | деревня                      | ↘123      |

## Известные уроженцы
- Шугаюпов, Вакиль Шакирович (род. 29 августа 1936) — мастер по изготовлению и реставрации башкирских национальных музыкальных инструментов, Заслуженный деятель искусств БАССР (1988)[15][16].

## Достопримечательности
- Идрисовская пещера — пещера, памятник археологии федерального значения. В пещере обнаружены Идрисовские писаницы. Согласно башкирскому преданию «Салауат мәмерйәһе» («Пещера Салавата»), в 1774 г. в Идрисовской пещере скрывался Салават Юлаев со сподвижниками из своего отряда.[17][18][19].